# كورت رامبيس
كورت رامبيس (باليونانية: Κερτ Ράμπις)‏ مواليد 25 فبراير 1958 في تير هوت، هو لاعب كرة سلة يوناني سابق أصبح مدرباً بدأ مسيرته الاحترافية في سنة 1980 يدرب فريق نيويورك نيكس في الرابطة الوطنية لكرة السلة. يبلغ طوله 6 قدم 8 بوصة (2.0 م). اعتزل اللعب في 1995.

## فرق لعب لها
- لوس أنجلوس ليكرز
- شارلوت هورنتس
- فينيكس صنز
- سكرامنتو كينغز

## روابط خارجية
- كورت رامبيس على موقع IMDb (الإنجليزية)
- كورت رامبيس على موقع ميوزك برينز (الإنجليزية)
- كورت رامبيس على موقع أول موفي (الإنجليزية)
- كورت رامبيس على موقع قاعدة بيانات الأفلام السويدية (السويدية)
- كورت رامبيس على موقع قاعدة بيانات الفيلم (الإنجليزية)
- كورت رامبيس على موقع كينوبويسك (الروسية)
- كورت رامبيس على موقع إن بي أي (الإنجليزية)
- كورت رامبيس على موقع سبورتس رفرنس (الإنجليزية)
- كورت رامبيس على موقع كلية كرة السلة في سبورتس رفرنس.كوم (الإنجليزية)
- كورت رامبيس على موقع ريلجم (الإنجليزية)
- كورت رامبيس على موقع بروبوليرز (الإنجليزية)
- كورت رامبيس على موقع سبورتس رفرنس (الإنجليزية)